# Miasta Vanuatu
Według danych oficjalnych pochodzących z 2012 roku Vanuatu posiadała ponad 10 miast o ludności przekraczającej 600 mieszkańców. Stolica kraju Port Vila jako jedyne miasto liczyło ponad 50 tys. mieszkańców; 1 miasto z ludnością 10÷50 tys. oraz reszta miast poniżej 10 tys. mieszkańców.

## Największe miasta na Vanuatu
Największe miasta na Vanuatu według liczebności mieszkańców (stan na 01.01.2013):
| L.p. | Miasto     | Prowincja | Liczba ludności |
| ---- | ---------- | --------- | --------------- |
| 1.   | Port Vila  | Shefa     | 53 312          |
| 2.   | Luganville | Sanma     | 14 736          |
| 3.   | Port Olry  | Sanma     | 3 117           |
| 4.   | Mele       | Shefa     | 2 764           |
| 5.   | Norsup     | Malampa   | 2 454           |
| 6.   | Isangel    | Tafea     | 1 752           |
| 7.   | Palikulo   | Sanma     | 1 560           |
| 8.   | Lénakel    | Tafea     | 1 523           |
| 9.   | Litslits   | Malampa   | 1 391           |
| 10.  | Lakatoro   | Malampa   | 1 290           |

## Alfabetyczna lista miast na Vanuatu
Spis miast Vanuatu powyżej 600 mieszkańców według danych szacunkowych z 2013 roku:

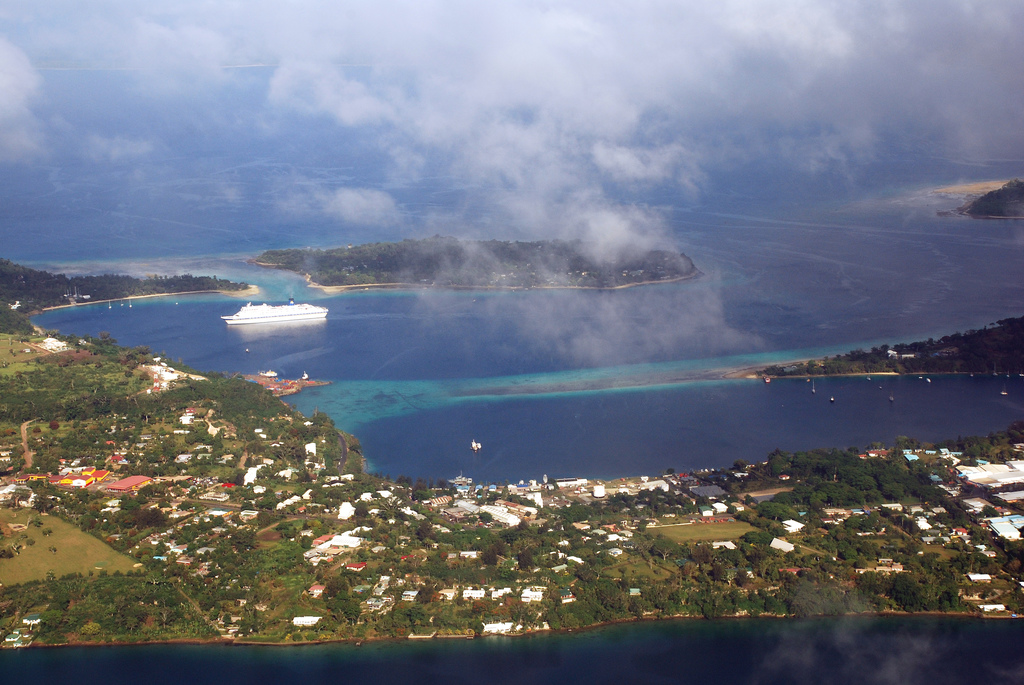
Port Vila, Stolica Vanuatu

- Abwatunbuliva
- Craig Cove
- Hog Harbour
- Isangel
- Ipikil
- Lakatoro
- Lénakel
- Leviamp
- Litslits
- Longana
- Luganville
- Mele
- Norsup
- Palikulo
- Penap-Lamap-Rambuan
- Port Olry
- Port Vila
- Sola